# 鵲橋
鵲橋（しゃくはし、かささぎばし）とは、中国の伝説で旧暦の7月7日の七夕の日に天の川上にできる橋の名前である。
この橋は織姫と彦星が出会うためにできることから、鵲橋とは男女が良縁で結ばれる事を意味する。
『淮南子』からの引用とされている「烏鵲河を填めて橋を成し、織女を渡らしむ」という白孔六帖の文章が出典とされる。
しかし、菅原道真に「彦星の行あいをまつかささぎの 渡せる橋をわれにかさなむ」の歌があり、日本では男性である牽牛星が橋を渡るものとされていたようである。
宮中の階（きざはし）を「かささぎのはし」とも呼ぶ。

## 各地の橋名
大阪府枚方市には「かささぎ橋」という名の橋があるが、上の伝説にちなんで命名されたものである。
また、宮城県登米市の宮城柳津虚空蔵尊にも、歌人大伴家持ゆかり「鵲橋」がある。

## 和歌
歌題としても良く取り上げられ、新古今集の冬の部に収録された中納言大伴家持の和歌「かささぎのわたせるはしに置く霜の白きを見れば夜ぞ更けにける」は小倉百人一首にも収録されており有名だが、七夕の歌ではなく冬の歌である。